# Alberto Coto García
Alberto Coto García (Langreo, 20 maggio 1970) è un calcolatore prodigio spagnolo.

## Biografia
Dal 2004 al 2010 ha vinto diversi titoli della Coppa del mondo di calcolo mentale: 
- Annaberg-Buchholz 2004  (addizione)
- Gießen 2006  (moltiplicazione)
- Lipsia 2008  (addizione, moltiplicazione, titolo assoluto) [1]
- Magdeburgo 2010  (addizione)

Al campionato del 2008 partecipavano 28 concorrenti di 12 paesi. Il programma prevedeva anche il calcolo della radice quadrata di dieci numeri di sei cifre entro 15 minuti, con precisione di otto cifre significative (cinque cifre decimali).
Durante la Mental Calculation World Cup di Lipsia 2008 Alberto Coto García ha anche stabilito il record mondiale per la moltiplicazione di due diversi numeri di otto cifre: 8 minuti e 25 secondi.
Nel 2010 ha perso il titolo a favore della calcolatrice prodigio indiana Priyanshi Somani.
Ha detenuto il record mondiale per l'addizione di 100 cifre in 19,23 secondi (equivalente a circa 5 addizioni al secondo).

## Opere
Coto García è autore di alcuni libri sulla sua specialità:
- La aventura del cálculo, EDAF, 2003 (L'avventura del calcolo)
- Entrenamiento mental, EDAF, 2006 (Addestramento mentale)
- Fortalece tu mente, EDAF, 2007 (Rafforza la tua mente)